# 特徵縮放
特徵縮放是用來統一資料中的自變項或特徵範圍的方法，在資料處理中，通常會被使用在資料前處理這個步驟。

## 動機
因為在原始的資料中，各變數的範圍大不相同。對於某些機器學習的演算法，若沒有做過標準化，目標函數會無法適當的運作。舉例來說，多數的分類器利用兩點間的距離計算兩點的差異，若其中一
個特徵具有非常廣的範圍，那兩點間的差異就會被該特徵左右，因此，所有的特徵都該被標準化，這樣才能大略的使各特徵依比例影響距離。
另外一個做特徵縮放的理由是他能使加速梯度下降法的收斂。

## 方法

### 重新縮放
最簡單的方式是重新縮放特徵的範圍到[0, 1]或[-1, 1]， 依據原始的資料選擇目標範圍，通式如下：
```
                                   

  

    

      

        

          
x

          
′

        

        
=

        

          

            

              
x

              
−

              

                
min

              

              
(

              
x

              
)

            

            

              

                
max

              

              
(

              
x

              
)

              
−

              

                
min

              

              
(

              
x

              
)

            

          

        

      

    

    
{\displaystyle x'={\frac {x-{\text{min}}(x)}{{\text{max}}(x)-{\text{min}}(x)}}}

  

```

{\displaystyle x}是原始的值，{\displaystyle x'}是被標準化後的值。例如，假設我們有學生的體重資料，範圍落在[160磅, 200磅]，為了重新縮放這個資料，我們會先將每個學生的體重減掉160，接著除與40(最大體重與最小體重的差值)

### 標準化
在機器學習中，我們可能要處理不同種類的資料，例如，音訊和圖片上的像素值，這些資料可能是高維度的，資料標準化後會使每個特徵中的數值平均變為0(將每個特徵的值都減掉原始資料中該特徵的平均)、標準差變為1，這個方法被廣泛的使用在許多機器學習演算法中(例如：支持向量機、邏輯斯諦迴歸和類神經網路)。

### 縮放至單位長度
该方法也在机器学习中常用。缩放特征向量的分量，将每个分量除以向量的欧几里得距离，使整个向量的长度为1。
{\displaystyle x'={\frac {x}{\left\|{x}\right\|}}}

## 應用
在隨機梯度下降法中， 特徵縮放有時能加速其收斂速度。而在支持向量機中，他可以使其花費更少時間找到支持向量，特徵縮放會改變支持向量機的結果。

## 外部連結
- Lecture by Andrew Ng on feature scaling （页面存档备份，存于）